# Jahnsberg (Nuthetal)
Der Jahnsberg ist eine 45,5 m ü. NHN hohe Erhebung auf der Gemarkung der Gemeinde Nuthetal im Landkreis Potsdam-Mittelmark in Brandenburg.
Die Erhebung liegt im Osten der Gemarkung und grenzt östlich unmittelbar an das Stadtgebiet von Ludwigsfelde. Rund 970 m nördlich befindet sich – durch eine Bahnstrecke des Berliner Außenrings getrennt – der Nuthetaler Ortsteil Nudow. Im Nordosten grenzt die Gemeinde Stahnsdorf an, westlich befindet sich das Naturschutzgebiet Siethener Elsbruch, südlich der Nuthetaler Ortsteil Fahlhorst. Um den westlichen und südlichen Teil der Erhebung fließt der Berliner Graben, ein Meliorationsgraben, der in die Nuthe entwässert.